# Berberis polyantha
Berberis polyantha là một loài thực vật có hoa trong họ Hoàng mộc. Loài này được Hemsl. mô tả khoa học đầu tiên năm 1892.